# Sinacalia davidii
Sinacalia davidii là một loài thực vật có hoa trong họ Cúc. Loài này được (Franch.) H.Koyama miêu tả khoa học đầu tiên năm 1979.